# Plocaederus yucatecus
Plocaederus yucatecus là một loài bọ cánh cứng trong họ Cerambycidae.